# 陶玉容
陶玉容（1962年6月6日—），越南政治人物，生于河南省，越南共产党成员，曾任胡志明共產主義青年團中央第一書記、越共安沛省委书记、中央直属机关党委书记等职，劳动荣军社会部部长。現任越共中央委員、政府民族與宗教部部長。